# Punta Esfinge
Punta Esfinge (von spanisch esfinge ‚Sphinx‘) ist eine kleine Landspitze im Westen von Nelson Island im Archipel der Südlichen Shetlandinseln. Am Nordwestufer der Harmony Cove liegt sie nordöstlich des Inca Point.
Argentinische Wissenschaftler benannten sie deskriptiv.